# Rendez-vous avec le destin (film, 1994)
Pour les articles homonymes, voir Rendez-vous avec le destin et Love Affair.
Pour plus de détails, voir Fiche technique et Distribution.
Rendez-vous avec le destin ou Histoire d'amour au Québec (titre original : Love Affair) est un film américain réalisé par Glenn Gordon Caron, sorti en 1994.
Il s'agit d'un remake du film Elle et lui (Love Affair) réalisé par Leo McCarey avec Cary Grant et Deborah Kerr.

## Fiche technique
- Titre : Rendez-vous avec le destin
- Titre original : Love Affair
- Réalisation : Glenn Gordon Caron
- Scénario : Robert Towne et Warren Beatty, d'après l'histoire de Mildred Cram et Leo McCarey
- Direction artistique : Edward Richardson
- Décors : Ferdinando Scarfiotti
- Costumes : Milena Canonero
- Photographie : Conrad L. Hall
- Montage : Robert C. Jones
- Musique : Ennio Morricone
- Production : Warren Beatty, Andrew Z. Davis (producteur exécutif) et Mark H. Ovitz (producteur associé)
- Société de production : Mulholland Productions
- Société de distribution : Warner Bros. Pictures
- Pays de production : États-Unis
- Langue : anglais
- Format : Couleur (Technicolor) - Son : Dolby Digital/DTS
- Genre : Drame romantique
- Durée : 108 minutes
- Date de sortie :
  - États-Unis : 21 octobre 1994

## Distribution
- Warren Beatty (VQ : Mario Desmarais) : Mike Gambril
- Annette Bening (VF : Brigitte Virtudes ; VQ : Marie-Andrée Corneille) : Terry McKay
- Katharine Hepburn : Ginny
- Garry Shandling : Kip DeMay
- Chloe Webb : Tina Wilson
- Pierce Brosnan : Ken Allen
- Kate Capshaw : Lynn Weaver
- Paul Mazursky : Herb Stillman
- Brenda Vaccaro : Nora Stillman
- Glenn Shadix : Anthony Rotundo
- Barry Miller : Robert Crosley
- Harold Ramis : Sheldon Blumenthal
- Linda Wallem : Lorraine
- Meagen Fay : L'hôtesse de l'air
- Ray Girardin : Wally Tripp
- John Hostetter : Ben
- Frank Campanella : Employé d'ascenseur
- Elya Baskin : Capitaine de navire
- Lisa Edelstein : Assistante au studio
- Boris Lee Krutonog : Officier en second
- Oleg Vidov : Homme d'affaires russe